# Pepa y Pepe
Pepa y Pepe va ser una sèrie espanyola emesa per La 1 de TVE entre el 10 de gener i el 26 de desembre de 1995 i inspirada en la sèrie nord-americana Roseanne. Contava les històries d'una família de la classe treballadora espanyola. La sèrie va comptar amb 2 temporades: la primera de 20 capítols i la segona de 14.
Va ser reemesa per FDF i Castilla-La Mancha Televisión.

## Repartiment principal
- Pepa (Verónica Forqué) és la mare, una dona dolça que es preocupa per la seva família. (Capítol 1 - ?)
- Pepe (Tito Valverde) és el pare, un home treballador com a pocs. (Capítol 1 - ?)
- Julia (Isabel Ordaz) és la millor amiga de Pepa i sol visitar a la família protagonista. Els nens la tracten com una tia. (Capítol 2, Capítol 5 - Capítol ?)
- María (María Adánez) és la filla gran, que vol ser artista. (Capítol 1 - ?)
- Clara (Silvia Abascal) és la filla mitjana, una adolescent rebel i contestatària, d'estètica grunge. (Capítol 1 - ?)
- Jorge (Carlos Vilches) és el fill petit, no parla molt, però sempre està present. (Capítol 1 - ?)

## Episodis

### Temporada 1 (1995)
| Núm. (sèrie) | Núm. (temp.) | Títol        | Director(s)   | Guionista(s)                         | Data d'emissió       | Audiència         |
| ------------ | ------------ | ------------ | ------------- | ------------------------------------ | -------------------- | ----------------- |
| 1            | 1            | «Capítol 1»  | Manuel Armán  | Fernando León i Freddy Ortigosa      | 10 de gener de 1995  | 5 444 000 (31,1%) |
| 2            | 2            | «Capítol 2»  | Manuel Armán  | Doriana Bonara i Freddy Ortigosa     | 16 de gener de 1995  | 6 285 000 (34,3%) |
| 3            | 3            | «Capítol 3»  | Manuel Iborra | Freddy Ortigosa i Juan Carlos Rubio  | 23 de gener de 1995  | 6 833 000 (37,2%) |
| 4            | 4            | «Capítol 4»  | Manuel Iborra | Natalia García i Freddy Ortigosa     | 30 de gener de 1995  | 6 687 000 (36,9%) |
| 5            | 5            | «Capítol 5»  | Manuel Iborra | Francisco Amat i Freddy Ortigosa     | 13 de febrer de 1995 | 6 394 000 (35,6%) |
| 6            | 6            | «Capítol 6»  | Manuel Iborra | Freddy Ortigosa i Mari Carmen Romero | 20 de febrer de 1995 | 6 906 000 (39,5%) |
| 7            | 7            | «Capítol 7»  | Manuel Armán  | Jaime Palacios                       | 6 de març de 1995    | 7 125 000 (40,1%) |
| 8            | 8            | «Capítol 8»  | Manuel Armán  | Juan Carlos Rubio                    | 13 de març de 1995   | 6 650 000 (37,4%) |
| 9            | 9            | «Capítol 9»  | Manuel Iborra | Freddy Ortigosa                      | 20 de març de 1995   | 6 467 000 (37,6%) |
| 10           | 10           | «Capítol 10» | Manuel Iborra | Freddy Ortigosa                      | 3 d'abril de 1995    | 6 467 000 (39,0%) |
| 11           | 11           | «Capítol 11» | Manuel Iborra | Julia Altares i Freddy Ortigosa      | 10 d'abril de 1995   | 5 371 000 (33,2%) |
| 12           | 12           | «Capítol 12» | Manuel Iborra | Freddy Ortigosa i Juan Carlos Rubio  | 17 d'abril de 1995   | 5 152 000 (33,7%) |
| 13           | 13           | «Capítol 13» | Manuel Iborra | Jaime Palacios                       | 24 d'abril de 1995   | 5 919 000 (39,1%) |
| 14           | 14           | «Capítol 14» | Manuel Iborra | Julia Altares i Freddy Ortigosa      | 1 de maig de 1995    | 4 531 000 (27,6%) |
| 15           | 15           | «Capítol 15» | Manuel Iborra | Freddy Ortigosa i Jaime Palacios     | 15 de maig de 1995   | 5 189 000 (31,1%) |
| 16           | 16           | «Capítol 16» | Jaime Botella | Ángel León                           | 22 de maig de 1995   | 5 152 000 (30,8%) |
| 17           | 17           | «Capítol 17» | Manuel Iborra | Freddy Ortigosa                      | 29 de maig de 1995   | Sense anunciar    |

## Audiència
El primer capítol de la sèrie de TVE-1 es va convertir en el programa més vist del dia, aconseguint una audiència mitjana de 5.444.000 espectadors i una quota de pantalla del 31.1%. En el segon capítol va pujar a 6.285.000 espectadors, i en el tercer va fer 6.757.000 espectadors.